# NGC 2744
NGC 2744 este o galaxie spirală situată în constelația Racul. A fost descoperită în 21 martie 1784 de către William Herschel.